# Phyllanthus cuatrecasanus
Phyllanthus cuatrecasanus là một loài thực vật có hoa trong họ Diệp hạ châu. Loài này được G.L.Webster mô tả khoa học đầu tiên năm 2002.